# 东北一家人
動漫主題－電子遊戲主題－ACG專題－模板說明
《东北一家人》是2001年上映的一部长篇情景喜剧，描写了一个东北大型国企的普通工人家庭一家三代之间发生的一系列令人啼笑皆非的趣事。

## 制作人员
导演：英达 吕小品
编剧：英宁　马星海　白志龙等
文学师/顾问：英宁 
摄影/像：白卫平 张宏 
美术（设计）：荆志敏 
剪辑：易峰 
录音：张申燕 
灯光/照明（设计）：胡小风 
主题曲演唱：雪村 孙悦 刘金山
主题曲作词：雪村 
主题曲作曲：雪村 
出品人：张锡曼 唐成彪 
总监制：于广华 尹廉钊 
监制：吴微 毛薇茜 陶金 
策划：马星海 英宁 白志龙 
总制片：马景全 刘桂琴 
制片人：王小京

## 演员名单

### 主演
- 李　琦  饰演 牛永贵（牛大爷），企业退休工人，接受不了新鲜事物，爱摆老资格，好面子，事事操心，表面上是一家之主，实则对老伴言听计从。
- 彭　玉  饰演 陈久香（牛大妈），企业职工医院退休护士长，思想保守，做事一丝不苟，家里的主心骨。
- 金　珠 饰演 牛继红，牛永贵夫妇大女儿，小名“大丫”，企业子弟幼儿园教师，做人低调，没主见。
- 巩汉林  饰演 孙明，保险公司部门副主任，第一部开篇前因为出轨与牛继红离婚，总在找机会复合，经常打着看儿子的旗号往前妻家里跑，却总是功亏一篑，获得了牛家人的一些同情。第二部第一集终于复婚，但还是总被岳父一家嫌弃。见过些世面，爱耍小聪明，爱吹牛，总以未来大款自居。经常去小舅子的餐厅蹭饭。
- 吕小品 饰演 牛小伟，牛永贵夫妇儿子，企业下岗工人，不学无术，游手好闲，志大才疏，鬼点子多，总想做成大事却总是事与愿违。第一部盘下了家门口的“达达杀猪菜”餐厅，有了正经营生。第二部开篇后多次相亲，最后与花姥姥的重外孙女朱婷婷结婚。
- 李　颖 饰演 朱婷婷，第二部出场，牛小伟的妻子，花姥姥的重外孙女，太姥姥给牛小伟介绍对象时意外被牛小伟看上并追求。结婚没有办婚礼。达达杀猪菜的老板娘，管束丈夫很严。称呼公婆为“大爷大妈”，大结局收到改口费后才以“爸妈”相称。
- 张丹露  饰演 牛小玲，牛永贵夫妇小女儿，最受父母溺爱，有时候也让父母很头疼，无所事事，既无学历也无技术，追求时尚。谈过很多男朋友，一度放弃追求婚姻，得到姐姐和嫂子的支持，但还是改变了主意。大结局与哥哥的好兄弟顺子结婚。
- 王玉宁  饰演 顺子，全名“巴彦格勒顺”，蒙古族，牛小伟的好哥们，对小伟几乎言听计从，爱吹牛，经常一起搞鬼点子。一直喜欢牛小玲，金老二出国后展开追求攻势，大结局中与小玲结婚。
- 朱德承  饰演 金大同（金大头），牛永贵的同事、好朋友兼邻居，经常和牛大爷斗嘴，达达杀猪菜挂名董事长。
- 朱家三 饰演 金老二，金大同的二儿子，牛小玲男友，第一部移民加拿大（牛小玲被拒签），第二部大结局中带着外籍妻子回国、
- 宿宁馨 饰演 孙军，小名“军军”，牛继红夫妇独生子，全家的宝贝，企业子弟小学学生，古灵精怪，小大人。
- 任燕燕 饰演 翠花，小名“花子”（与“乞丐”同义），达达杀猪菜服务员，经常和来蹭饭的孙明调笑。

### 客串
- 王奎荣
- 冯小刚、张铁林 饰演 偷井盖的小偷
- 傅　彪 饰演 抓走偷井盖贼的厂公安处警察
- 李　丁 饰演 阿伦，台湾老板，一度被想“傍大款”的小玲追求。
- 蔡　明 饰演 斯琴高娃，进城打工的蒙古族小保姆。
- 潘长江 饰演 郭二范，牛大妈的老舅，三个孩子的舅爷，被孙军喊“祖宗”，但年龄跟小玲差不多。喜欢小玲，但最终因为辈分问题有缘无分。
- 王　刚 饰演 薛大师，气功大师，骗子，被孙明找来忽悠牛继红复婚。
- 丁霄汉 饰演 葛先生，算命大师，骗子
- 周小斌 饰演 假和尚
- 周晓彬
- 高秀敏  饰演 高大妈，妇女主任，文盲，热心肠。
- 文兴宇  饰演 老于，销售公司副总，牛永贵的牌友。
- 范　伟  饰演 刘权，副厂长，牛永贵的徒弟，曾经喜欢牛继红。
- 丁嘉丽  饰演 朱大婶，工会主席
- 孙　松
- 常　远
- 李成儒  饰演 蒙面大盗
- 刘　斌 饰演 抓走蒙面大盗的厂公安处警察
- 郭　涛
- 孙　悦 饰演 刘权的妻子，打扮时尚，特权思想很重。
- 李明启 饰演 花姥姥，朱婷婷的太姥姥，爱给人说媒，反对婷婷和小伟的婚事，一度把小伟吓出病来，但最终妥协。曾经反对婷婷姥姥和妈妈的婚事，也都以失败告终。
- 刘金山 饰演 金老大，金大同的大儿子，出国中介经理
- 沈腾 饰演 马二虎，牛小伟的哥们
- 邓超 饰演 李亚军，外号“小夜壶”，牛小伟的同学，在深圳经商。
- 黄宏 饰演 黄老三，水果小贩，每次都把生了虫子的水果卖给牛大妈。
- 洪剑涛 饰演 吉庆，翠花在老家的未婚夫
- 刘惠 饰演 王玉忠，腰缠万贯的跨国企业大老板，美国海归，小名“三胖子”，老牛家以前的邻居，和牛继红、孙明、顺子的二哥是发小。儿时因为母亲没有奶水，被牛大妈哺育长大。发迹后被孙明等人以“一奶同胞”的名义巴结，最终和牛大妈相认。
- 王平 饰演 侯超群，牛继红的初恋，满嘴谎话，打着旧情复燃的旗号追求离异的牛继红，借机通过牛大爷接近厂长，实施诈骗，被孙明识破后让小玲以美人计套出实话，最终被抓。
- 吴素琴 饰演 刘慧琴，外号“刘大白话”，和牛大爷年轻时是同事，更是彼此的初恋，但被牛大妈设计撬走。总拿子女自夸，但实际上每天都为子女的烦心事而苦恼。
- 孙浩 饰演 孙老师，子弟小学的音乐教师
- 王馨悦 饰演 罗红红，一度和牛小伟订婚

## 主题曲
《东北人都是活雷锋》，雪村演唱